# 田崎寿子
田崎 寿子（たさき としこ）は、1969年生まれのゲームミュージック作曲家。アクワイアに所属。アクワイア以前はエイコム、アトラスに所属していた。

## 来歴
イエロー・マジック・オーケストラに影響を受けてコンピュータで作曲を始め、ファミリーコンピュータの時代からゲームミュージック作曲家として活動している。「せりーぬ田崎」や「大沢里奈」として自身の手がけたゲームに登場したり歌声を披露したりすることもある。

## 主な作品

### 作曲
- マジックジョン（1990年、FC）
- くにおくんの時代劇だよ全員集合（1991年、FC）
- 真・女神転生 デビルサマナー（1995年、SS） - 増子司と共同
- デビルサマナー ソウルハッカーズ（1997年、SS） - 増子司、目黒将司と共同
- ペルソナ2 罪（1999年、PS） - 土屋憲一、黒川真毅と共同
- ペルソナ2 罰（2000年、PS） - 土屋憲一、黒川真毅と共同
- 真・女神転生III-NOCTURNE（2003年、PS2） - 目黒将司、土屋憲一と共同
- 真・女神転生III-NOCTURNE マニアクス（2004年、PS2） - 目黒将司、土屋憲一と共同
- おさわり探偵 小沢里奈（2006年、DS）
- 剣と魔法と学園モノ。（2008年、PSP）
- ダン←ダム（2009年、DS）
- AKIBA'S TRIP（2011年、PSP）
- 忍道2 散華（2011年、PS VITA）
- ロード・トゥ・ドラゴン（2012年、iOS）